# 두도막 형식
두도막 형식 또는 이부 형식(二部形式)은 2개(A－B)의 주요 부분으로 된 형식으로서, 대부분의 경우 두도막 형식의 각 부분은 반복되어 ‘||:A:||:B:||’ 라는 꼴이 된다.
두도막 형식의 2개의 부분은 본래 일체였으나 둘로 나뉜 것으로 보아야 한다. 그리고 때때로 제2부의 첫머리에서 제1부에 대한 대조가 시도되는데, 이는 통일과 변화라는 양면에서 보면 당연한 것이지만, 두도막 형식의 제2부의 본질은 제1부에 대한 대조에 있는 것이 아니라 어디까지나 제1부의 모자람을 보태고, 1부와 2부를 합쳐서 완전한 형으로 일체화한다는 점에 있다. 따라서 그 2개의 부분은 소재, 구성 등 많은 점에서 유사한 것이 보통이며, 이 경우에는 정확히 말해서 ‘A－A’ 라는 구성이 된다.
두도막 형식, 세도막 형식은 모두 그 규모는 불과 수마디 내지 십수마디의 악곡에서 교향곡의 한 악장에까지 이를 만큼 다양하다. 고전모음곡(古典組曲)인 춤곡은 거의 확대된 두 도막형식을 취하고 있으며, 바흐의 《영국 모음곡(組曲)》이나 《프랑스 모음곡》은 그 좋은 예이다.

## 참고 문헌
- 이 문서에는 다음커뮤니케이션(현 카카오)에서 GFDL 또는 CC-SA 라이선스로 배포한 글로벌 세계대백과사전의 내용을 기초로 작성된 글이 포함되어 있습니다.

## 같이 보기
- 세도막 형식
- 악곡의 형식